# Agromyza ambrosivora
Agromyza ambrosivora (лат.) — вид двукрылых из семейства минирующих мух.

## Описание
Длина крыла у самцов 2,3-2,7 мм, у самок 2,7-3,9 мм. Тело преимущественно коричневое. Высота щёк в 2,9-3,6 раза меньше высоты глаза. Два первые членика усиков жёлтые. Третий членик усиков удлинённый у основания оранжевый, его вершина широко закруглённая на половину или две трети коричневатая. Лицо коричневое. Лобно-глазничная скуловая пластинки слегка выступают. Имеется четыре или пять более нижних и одна верхняя орбитальные щетинки. Глазковый треугольник короткий, широко закруглённый, не намного заходит за простые глазки. Ротовая полость почти квадратная. Щупики и наличник темно-коричневые. На среднеспинке перед поперечным швом имеются четыре пары дорсоцентральных щетинок, длина которых уменьшается от задней к передней.  Жужжальца белые. Край калиптера и волоски на нём белые. Лапки жёлтые (задние немного темнее), передние голени светло-коричневые, колени узко жёлтые. Голени средних ног с двумя заднемедиальными щетинками.

## Биология
Личинки развиваются в минах на сложноцветных: амброзии, подсолнечнике и, возможно, на полыни. Типовой экземпляр был выведен из мин на листьях амброзии полынолистной в провинции Онтарио (Канада).

## Распространение
Встречается в США и Канаде.